# Kulmerau
Kulmerau (toponimo tedesco) è una frazione di 216 abitanti del comune svizzero di Triengen, nel distretto di Sursee (Canton Lucerna).

## Geografia fisica
Kulmerau si trova sul versante orientale della valle della Suhre.

## Storia
Già comune autonomo istituito nel 1845, il 1º gennaio 2005 è stato accorpato a quello di Triengen assieme all'altro comune soppresso di Wilihof.

## Monumenti e luoghi d'interesse
- Cappella cattolica di Santa Cristina, eretta nel 1371 e ricostruita nel 1591[2].

## Società

### Evoluzione demografica
L'evoluzione demografica è riportata nella seguente tabella:
Abitanti censiti

## Economia
L'economia locale si basa prevalentemente sull'agricoltura.